# Ацетиленовый редуктор

Ацетиленовый редуктор БАО-5ДМ на баллоне

Ацетиленовый редуктор предназначен для понижения и регулирования давления газа — ацетилена, поступающего из баллона, рампы или сети, и автоматического поддержания постоянным заданного рабочего давления газа.

## Общее описание
Ацетиленовые редукторы, применяемые при газовой сварке и резке металлов, окрашивают в белый цвет и крепят к вентилям баллонов накидным хомутом.
Редуктор БАО-5ДМ сертифицирован в России, Украине и Белоруссии. Редуктор выпускается согласно ГОСТ 13861-89. Наибольшее допустимое давление газа на входе в редуктор — 25  кгс/см², наименьшее давление — 4 кгс/см², наибольшее рабочее давление - 1,5  кгс/см², наименьшее - 0,1  кгс/см². При наибольшем рабочем давлении расход газа составляет 5 м³/ч. Масса редуктора - не более 0,83 кг.
Редуктор присоединяется к баллону накидным хомутом. Газ, пройдя войлочный фильтр, попадает в камеру высокого давления. При вращении регулировочного винта по часовой стрелке усилие нажимной пружины передается через нажимной диск, мембрану и толкатель на редуцирующий клапан, который, перемещаясь, открывает проход газу через образовавшийся зазор между клапаном и седлом в рабочую камеру.
Давление в баллоне контролируется манометром высокого (входного) давления, а в рабочей камере — манометром низкого (выходного) давления. Отбор газа осуществляется через ниппель, который присоединяется к редуктору гайкой с резьбой М16×1,5LH. К ниппелю присоединяется рукав диаметром 9 или 6 мм, идущий к горелке или резаку.

Плакат. Схема ацетиленового редуктора БАО-5ДМ

Технические характеристики некоторых Ацетиленовых редукторов
| Показатели                                            | БАО — 5    | БАО — 5ДМ  | БАД — 5    | САО — 10   | РАО — 30 | РАД — 30 |
| ----------------------------------------------------- | ---------- | ---------- | ---------- | ---------- | -------- | -------- |
| Наибольшая пропускная способность V, м3/ч             | 5          | 5          | 5          | 10         | 30       | 30       |
| Наибольшее давление газа на входе, P1, MPa ( кгс/см²) | 2,5 (25)   | 2,5 (25)   | 2,5 (25)   | 0,12 (1,2) | 2,5 (25) | 2,5 (25) |
| Наибольшее рабочее давление, P2, MPa ( кгс/см²)       | 0,15 (1,5) | 0,15 (1,5) | 0,15 (1,5) | 0,1 (1)    | 0,1 (1)  | 0,1 (1)  |
| Масса, кг, не более                                   | 2,2        | 0,83       | 3,6        | 1,8        | 8        | 10       |

На редукторе должна быть следующая маркировка:
1. Товарный знак предприятия изготовителя.
2. Марка редуктора.
3. Год выпуска.

## Требования к материалам[1]
1. Металлические материалы.
Для изготовления деталей, контактирующих с ацетиленом, не допускается применять:
- медь и её сплавы с содержанием меди более 65 %;
- серебро и его сплавы (за исключением твердых припоев);
- цинк (за исключением антикоррозионных покрытий);
- ртуть;
- магний.

2. Неметаллические материалы (например используемые в качестве уплотнителей и смазок), контактирующие с ацетиленом, должны быть стойкими к растворителям: ацетону и диметилформамиду (ДМФ)